# Madonna (álbum)
Madonna es el primer álbum de estudio de la cantante estadounidense Madonna, publicado el 27 de julio de 1983 por la compañía Sire Records. Este título también hace alusión al material publicado en 1985 y nombrado Madonna: The First Album, que incluyó un nuevo diseño en su portada, así como a la versión remasterizada distribuida en 2001 por Warner Bros. Records, que contiene dos remezclas adicionales.
En 1982, Madonna conoció a Seymour Stein, presidente de Sire Records, quien la contrató después de escuchar su sencillo «Everybody». La buena aceptación de la canción en el mercado motivó a la compañía a contratarla para la realización de un álbum completo. Para ello, la cantante eligió a Reggie Lucas como su productor, aunque este habría de abandonar el proyecto poco después debido a diferencias creativas entre ambos. La asesoría de John «Jellybean» Benitez y la colaboración de Stephen Bray fueron indispensables para que consiguiese concretar este proyecto. Las canciones presentan estilos de música disco upbeat sintéticos, creadas con la tecnología de mayor vanguardia en ese entonces, como por ejemplo la caja de ritmos LinnDrum, el bajo Moog Taurus y el sintetizador Oberheim OB-X. Madonna canta con un timbre «brillante» y «juvenil» y las letras de las canciones hablan primordialmente del amor y las relaciones sentimentales.
En términos generales, el álbum obtuvo reseñas positivas de los críticos, aunque al principio varios menospreciaron el impacto y alcance tanto del disco como de su intérprete en la industria musical. Figuró en varias listas de los mejores discos del año entre las cuales se incluyeron las de las revistas Entertainment Weekly y Rolling Stone. Desde el punto de vista comercial, en EE. UU. alcanzó la octava posición de la lista Billboard 200 y llegó a los diez primeros puestos en Australia, Francia, Nueva Zelanda, los Países Bajos y Reino Unido. Además, fue certificado con cinco discos de platino por la Recording Industry Association of America (RIAA), por sus más de cinco millones de unidades vendidas en territorio estadounidense, y vendió en total más de 10 millones de copias en todo el mundo. Se publicaron cinco sencillos comerciales para promover el disco, después de lo cual Madonna realizó la gira The Virgin Tour en 1985. A esto se sumó la recopilación de vídeos musicales que ayudaron a consolidar la popularidad de la cantante y definirla como un modelo a seguir tanto por otras cantantes como por los jóvenes de esa época.

## Antecedentes
En 1979, Madonna, Angie Smit, Dan Gilroy y Ed Gilroy formaron la banda de hard rock Breakfast Club; durante su período de actividad, se presentaron en algunos lugares de Manhattan. En 1980, Madonna, que era la baterista, abandonó el grupo y luego integró con otros amigos suyos la banda Madonna and the Sky. Después invitó a Stephen Bray para que fuese el baterista de la agrupación. El nombre de la banda cambió finalmente a The Millionaires por un tiempo, y luego a Emmy una vez que los hermanos Gilroy volvieron a colaborar con la cantante. Adam Alter y Camille Barbone, ejecutivos del recién fundado Gotham Sound Studios, estuvieron presentes en una de las presentaciones de Emmy. Interesados, le ofrecieron a Madonna un contrato individual, por lo que aceptó el acuerdo con el estudio y Barbone se convirtió en su representante. A pesar de ello, la asociación duró poco y se disolvió al año siguiente debido a diferencias en la dirección musical que habría de seguir Madonna: por un lado, Barbone prefería el rock and roll, mientras que ella estaba interesada en la música dance. Después de esta experiencia, volvió a reunirse con sus antiguos compañeros y retomaron el proyecto musical de Breakfast Club.

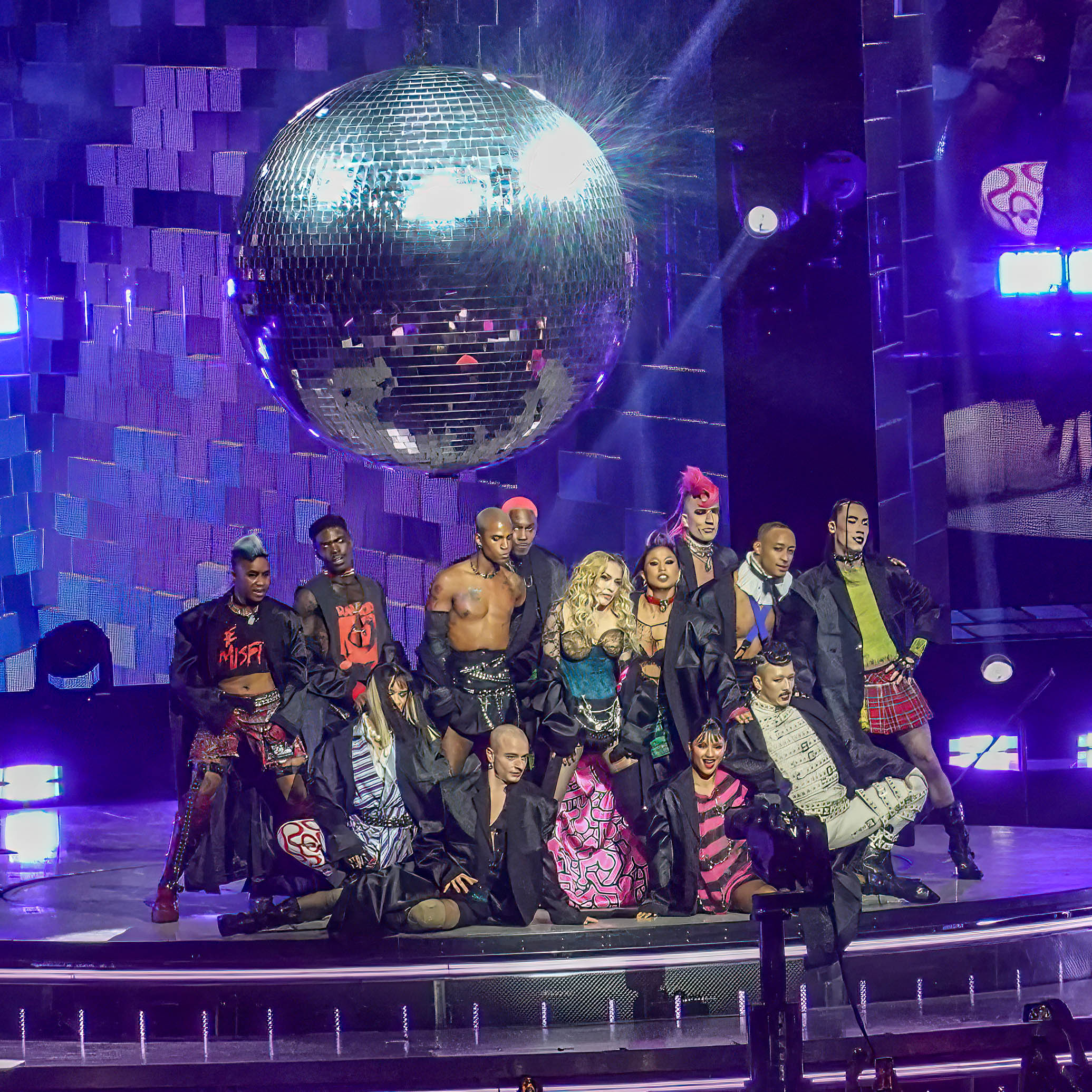
Madonna interpretando «Holiday», uno de los sencillos más exitosos del álbum, durante la gira The Celebration Tour (2023-2024)

La música dance estaba en auge en esa época y seguía interesándole tanto a Madonna como a Bray. Juntos compusieron y grabaron una maqueta de cuatro canciones estilo funky entre las cuales estaban «Everybody», «Ain't No Big Deal» y «Burning Up». Dado que para entonces ya no tenían contrato con alguna discográfica, tuvieron que promover su trabajo por cuenta propia. Acudieron a varios clubes nocturnos y discotecas, entre ellos Danceteria, un lugar al que solía ir la cantante desde hacía algún tiempo. Allí convenció al DJ Mark Kamins de que difundiese la canción «Everybody» en la discoteca, que fue bien recibida por el público. Consciente de la popularidad del tema, Kamins le ofreció conseguirle un contrato. Le mostró la canción a su jefe Chris Blackwell, propietario de Island Records, aunque este no se mostró interesado. Finalmente, acudió a Sire Records; el director de la división A&R, Michael Rosenblatt, accedió a contratarla y le ofreció un pago inicial de 5000 USD por adelantado, más 1000 USD adicionales por cada canción que compusiera, a manera de regalías. Además, Kamins participaría en el proyecto como productor.
El acuerdo definitivo fue por dos sencillos de 12", uno de los cuales debía ser «Everybody», a petición de Seymour Stein, presidente de Sire Records. Originalmente Rosenblatt quería que «Everybody» estuviese en el lado A y «Ain't No Big Deal» en el B. La grabación de la nueva versión de «Everybody» ocurrió en el Bob Blank's Tapes Studio. Arthur Baker, amigo de Kamins, tuvo un papel importante como asesor musical del productor y sugirió que incluyesen a Fred Zarr en la parte correspondiente del teclado. Durante la producción, Madonna y Kamins mantuvieron algunas diferencias importantes respecto a las indicaciones que este le daba a ella, así como por el presupuesto limitado. Una vez que escuchó la grabación resultante, que a diferencia del tema original duraba cuatro minutos menos, Rosenblatt pidió que incorporasen mejor la edición original de «Everybody» en el lado opuesto del material. Este se estrenó el 6 de octubre de 1982 y fue un éxito inmediato en las listas dance de EE. UU., por lo que Sire Records le ofreció un nuevo contrato para grabar un LP completo, que acabaría siendo Madonna.

## Desarrollo
La grabación del álbum se llevó a cabo en los estudios Sigma Sound, en Nueva York, entre mayo de 1982 y abril de 1983. En esta ocasión, Madonna quiso que Reggie Lucas, ejecutivo de Warner Bros., fuese el productor del proyecto. Bray quería que experimentase con el pop así que grabó con ella una nueva versión de «Burning Up» en ese género para el LP. Los primeros temas que se grabaron fueron «Lucky Star», «Think of Me», «I Know It» y una nueva versión de «Ain't No Big Deal». Después les siguieron «Physical Attraction» y «Borderline». Hasta esta etapa, era evidente que las nuevas versiones eran muy distintas a las que se habían grabado para la maqueta original. En opinión de la artista, «Lucky Star» y «Borderline» eran «la base perfecta del disco», y aunque quería que este llevara como título el de la primera canción, al final eligió su propio nombre, pues sentía que un título singular podía resultar más poderoso.
Al igual que ocurrió con Kamins anteriormente, la colaboración entre Madonna y Lucas incluyó algunos momentos de tensión, pues no estaba satisfecha con la edición final de las canciones: pensaba que Lucas añadía sonidos de muchos instrumentos sin tomar en cuenta su punto de vista. Al final, Lucas se deslindó del proyecto y contactó a John «Jellybean» Benitez, un DJ de la discoteca Funhouse, para que remezclara las canciones. Por otra parte, Bray había vendido los derechos de «Ain't No Big Deal» a otro estudio, por lo que este tema tuvo que descartarse de Madonna. Como reemplazo, Benitez consiguió otra canción escrita por Curtis Hudson y Lisa Stevens, integrantes de la banda pop Pure Energy, titulada «Holiday», que antes habían rechazado interpretar Phyllis Hyman y Mary Wilson, exintegrantes de The Supremes. Después de grabar la versión demo, Benitez y Madonna enviaron la grabación a Zarr para que se encargara de los arreglos con su sintetizador. En un esfuerzo por hacer que el tema fuese «más comercial», Benitez le propuso a Zarr añadir un solo de piano al final. Finalmente, este se grabó en abril de 1983, poco antes de la fecha de lanzamiento establecida.

## Publicación y portada
Sire Records publicó primero el álbum en los Estados Unidos el 27 de julio de 1983. Las ilustraciones fueron obra del fotógrafo Gary Heery bajo la dirección de Carin Goldberg. La carátula muestra a Madonna con cabello platino corto, varios brazaletes de goma negros en las manos y una cadena de perro en el cuello. La revista Radio & Records describió a la cantante en la portada como «un cruce entre Marilyn Monroe y Jean Harlow». En la funda interior figura prominentemente su ombligo; la cantante comentó: «En la imagen del interior de mi primer disco estoy posando como Betty Boop con el ombligo a la vista. Los críticos siempre hablan de lo bonito que es mi ombligo. [...] Creo que hay lugares no evidentes en el cuerpo que son sensuales, y el estómago es bastante inocente». Sobre la sesión de fotos, Heery recordó:

[Madonna] llegó a mi estudio de Broadway en Nueva York con una bolsa pequeña con ropa y joyas, y sin comitiva, pero delante de la cámara era explosiva, como una gran modelo, pero con su propio estilo. Volvió al día siguiente para ver algunas fotos y pruebas, y había imagen tras imagen para elegir. Coincidimos en todas las opciones y escogimos las imágenes de la portada del álbum. Yo no tenía ni idea de lo que acababa de formar parte.

El álbum fue reeditado en 1985 para el mercado europeo y renombrado Madonna: The First Album, con imágenes tomadas por el fotógrafo George Holy. Aquí, Madonna posa con ropas similares a las de la portada original, pero con crucifijos y rosarios como pendientes y collares; según la artista, ponerse un crucifijo era «algo raro e interesante. Quiero decir, todo lo que hago es una especie de broma. Además, me parece que [los crucifijos] van con mi nombre». En el momento de su publicación, su modo de vestir se estaba posicionando como una declaración de moda entre los jóvenes. En 2001, Warner Bros. Records publicó una versión remasterizada con la carátula original y dos remezclas adicionales de «Burning Up» y «Lucky Star». Madonna dedicó el álbum a su padre Tony Ciccone, cuya relación no había sido del todo buena. En una entrevista con la revista Time, comentó: «Mi padre nunca creyó que lo que estaba haciendo aquí [en Nueva York] valía la pena, ni que mis intenciones fueran buenas [...] No fue hasta que mi primer álbum salió y comenzó a escuchar mis canciones en la radio que dejó de hacer preguntas».

## Composición

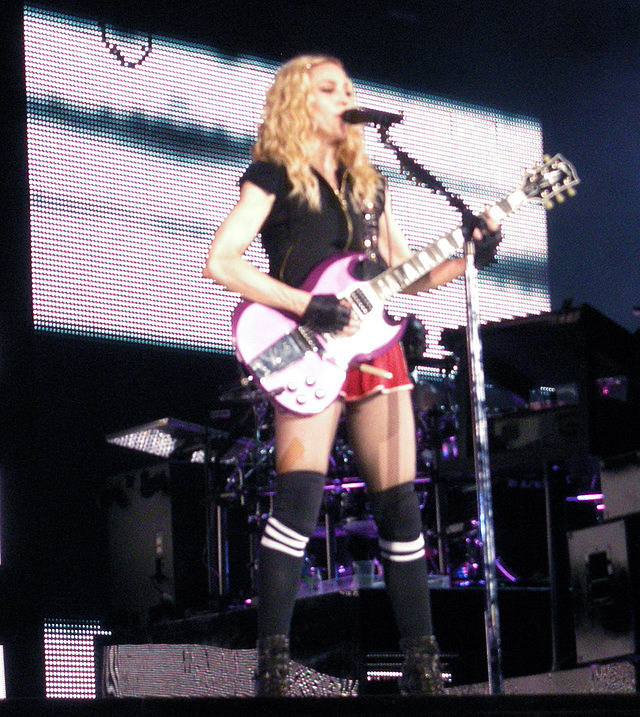
Madonna cantando «Borderline», segundo tema y último sencillo del álbum, durante la gira Sticky & Sweet Tour de 2008

El álbum muestra influencias de los géneros dance pop, post-disco y pop rock. Sus canciones poseen un sonido sintético tipo upbeat, producido con los instrumentos y tecnología de vanguardia de esa época, tales como la caja de ritmos LinnDrum, el bajo Moog Taurus y el sintetizador OB-X. La primera canción, «Lucky Star», es de tipo dance con un ritmo medio, que comienza con algunas notas sintetizadas seguidas de percusiones electrónicas, palmadas y ritmos lentos. Contiene también el riff de una guitarra acompañado del sonido grave de un sintetizador. Repite constantemente el hook star light, star bright —en español: «estrella luminosa, estrella brillante»— por más de un minuto, antes de comenzar el estribillo. Según el escritor Rikky Rooksby, la letra repetitiva y vana habla sobre la ambigüedad de las estrellas, y compara al hombre con un astro del cielo. «Borderline» sigue un tono más sentimental, cuya letra trata sobre un amor que nunca está satisfecho. De acuerdo con Santiago Fouz-Hernández, en su libro Madonna's drowned worlds, frases como Something in the way you love me won't let me be/I don't want to be your prisoner so baby won't you set me free —«Algo en la forma en que me amas no me deja ser/No quiero ser tu prisionera cariño, así que por qué no me liberas»— retratan una rebelión en contra del machismo. En el tema, Madonna usó una voz expresiva y refinada, la cual es acompañada de la instrumentación de Lucas. La introducción incorpora el sonido de un teclado junto con una melodía sintetizada interpretada por Zarr. El bajista Anthony Jackson duplicó el bajo sintetizado de Dean Gant para producir una textura más sólida y compleja. El estribillo fue inspirado por la música disco que se escuchaba en Filadelfia en los años 1970, así como por el estilo musical de Elton John de esa época. La secuencia de acordes proviene del tema «You Ain't Seen Nothing Yet» de Bachman-Turner Overdrive, además de que el sintetizador evoca su estilo musical característico.
La tercera pista, «Burning Up», tiene un arreglo más marcado y contiene sonidos graves producidos por una caja de ritmos, una guitarra y un bajo. Los ritmos de tomtom utilizados en la canción evocan a los trabajos del cantante Phil Collins. También incorpora una guitarra eléctrica y los sintetizadores más recientes de la época. El estribillo repite varias veces la frase I'm burning up, burning up for your love —«Estoy ardiendo, ardiendo por tu amor»—, mientras que el puente consiste en una serie de doble sentidos en lo que respecta a la letra, que describe lo que ella está dispuesta a hacer por su amante, su individualismo y falta de vergüenza. La siguiente canción es «I Know It», que tiene un swing más suave y cuenta con música de piano, un saxofón, frases de sintetizador y un cambio de acorde sin ritmo. «Holiday» sigue un compás de 4/4, con un tempo moderado de 116 pulsaciones por minuto y está acompañada de instrumentos como guitarras, ritmos lentos electrónicos, palmadas, un cencerro usado por Madonna y un arreglo de cuerdas sintetizadas. Gracias al uso del efecto chorus, se escucha una estrecha progresión repetitiva. Hacia el final de la pista ocurre un cambio en este arreglo, y se puede apreciar un break de piano. La letra expresa el sentimiento universal de que todo el mundo necesita un período vacacional o de descanso en sus vidas. En «Think of Me», Madonna le dice a su amante que debe prestarle atención, de lo contrario ella lo abandonará. La canción contiene patrones de cajas de ritmos Linn Drum y un interludio de saxofón. «Physical Attraction» es una pista de ritmo medio con sintetizadores, guitarras y sonidos de instrumentos de viento-metal; la intérprete canta con voz aguda sobre la atracción entre ella y un chico. La última pista es «Everybody» y comienza con una introducción hablada llena de sintetizadores, en la que Madonna toma una gran bocanada de aire. En el tema, demostró tener una voz apropiada para el bubblegum pop, que además se grabó en pista doble.

## Recepción

### Crítica
Madonna obtuvo mayormente reseñas favorables de la prensa. Stephen Thomas Erlewine, de Allmusic, le otorgó una calificación perfecta de 5/5 estrellas; en su evaluación, comentó que «el debut homónimo de Madonna no es solo bueno, fijó los estándares del dance pop por las siguientes dos décadas. Aunque la voz de Madonna no es precisamente fuerte y las canciones, aunque pegadizas y memorables, no pudieron destacar por sí solas, en conjunto, [el álbum] resulta totalmente irresistible». En su reseña a la versión remasterizada de 2001, Michael Paoletta de Billboard opinó que «canciones como "Holiday", "Physical Attraction", "Borderline" y "Lucky Star" siguen siendo irresistibles». Leo Tassoni, autor de la biografía Madonna, afirmó que el disco «no tiene pretensiones de transmitir un profundo mensaje, sino simplemente de animar a tener una actitud positiva y espontánea ante la vida y que quien lo escuche pase un rato agradable». Opinó que «no es nada del otro mundo», pero deja claro que su estrella es una artista original con muchos recursos en su haber. Por su parte, Luisa Vidales, de la estación de radio mexicana Ibero90.9, mencionó que «aunque contenga clásicos como "Holiday" y "Lucky Star", este álbum no es Madonna 100%. No es su esencia, su alma en vinilo». Ricardo Marin, de la misma estación, admitió que «aunque los temas líricos de Madonna en realidad son recurrentes y masticables —la mayoría hablan del amor, el desamor y el hedonismo en general—, el elemento musical se renueva con cada escucha. [...] Todas sus canciones tienen una noción hedonista y festiva, como de discoteca incansable llena de bailes y movimientos que oscilan entre lo chistoso y lo sensual. [...] Todos los cortes provocan movimientos rítmicos y una llamada más a la experiencia comunal y a la celebración desmedida». Añadió en su reseña que era el álbum menos personal de la cantante.
Jim Farber, de Entertainment Weekly, lo calificó con una «A» y declaró que «[Madonna] habría acabado como otra muñeca post-disco si [las canciones en el álbum] no hubiesen revelado su habilidad de combinar ritmos de discoteca con el pop incomparable». En junio de 2007, la revista colocó al álbum en la quinta posición de su conteo de los 100 mejores álbumes de la época contemporánea. Jonathan Ross, de la revista Q, describió en su evaluación: «"Borderline" es dulce y "Holiday" aún burbujea con innovación y ganas de vivir... este éxito dance quintaesencial de los años 1980 también cuenta con un solo de piano barrellhouse». El crítico musical y periodista Robert Christgau le otorgó una «A-» y declaró que «en caso de que hayan creído la estafa, la música disco nunca murió. Solo regresó a los locos que creían que valía la pena. Esta rubia descarada es uno de ellos, y con la ayuda orquestada de manera hábil de una fina selección de productores, remezclas y DJ, ha conseguido un sonido que está igual de tonificado que su vientre». Por su parte, Don Shewey de Rolling Stone expresó que con este álbum, y «sin sobrepasar las modestas ambiciones del funk, Madonna hace una invitación irresistible para que bailes». Sus editores ubicaron al disco en el puesto 50 de «Los 100 mejores álbumes de los años 1980» y en el 16 de «Los 100 mejores discos debut de todos los tiempos». En 2001, Sal Cinquemani de la revista en línea Slant dijo que con su ritmo cargado de sintetizadores, Madonna «suena tan fresco como hace casi dos décadas». En 2012, apareció en la posición 33 de la lista «Los 100 discos más destacados de la década de 1980» de la publicación. La revista Vice lo incluyó en el 26.º lugar en «Los mejores discos de música dance de todos los tiempos» y expresó que era «realmente divertido para bailar». Mark Lore, del Portland Mercury, sostuvo que «a pesar de su influencia disco, Madonna es punk rock en actitud e incluso, hasta cierto punto, en estilo. [...] Los sintetizadores son tan oscuros y vigorizantes como los que se encuentran en los discos de Devo y Gary Numan». Concluyó diciendo que «algunos de sus mejores materiales se encuentran en los rincones oscuros de este primer disco».
Xavi Sánchez Pons, de Mondosonoro, dijo que se trataba de un debut «eficaz y fresco». Sebas E. Alonso, del sitio web español Jenesaispop, opinó: «Madonna está muy lejos de la sofisticación de obras algo anteriores o coetáneas como Dare de The Human League o Thriller. Sin embargo, hay en él un claro punto de frescura y casualidad que lo sigue haciendo irresistible». Además, notó que el disco le permitió a la cantante establecer «una ilustrativa presentación del concurso de zorras en que se convertiría el pop durante las décadas siguientes: sexo fácil, descaro, ganas de pasarlo bien y sonidos entre el post-disco y el synth pop». Jaime Cristóbal, del mismo sitio, lo llamó «un clásico de pop moderno» y remarcó que «pocos debuts son tan brillantes. La mezcla de new wave y dancefloor es impecable y fresca». Juan Puchades, de la revista española Efe Eme, elogió la composición y señaló que es prácticamente toda de la propia Madonna. Asimismo, afirmó que se trataba de un álbum «irresistible, en el que no sobra ni un segundo» y que define la música post-disco: «Ella canta con exultante desparpajo juvenil cargado de sexualidad, canciones adhesivas que forman parte de lo mejor de aquellos años de hombreras imposibles y peinados esculpidos a la laca». José Casesmeiro Osorio, de la revista Shangay Express, subrayó que «con un sonido puramente ochentero, Madonna se presentaba al mundo con este disco que cuenta con varios temas míticos de su carrera». Joe Lynch de Billboard lo nombró el tercer mejor álbum de la artista y escribió: «Si bien no es su álbum más maduro, el debut homónimo de Madonna muestra a la estrella pop emergente en su momento más exaltado. [Madonna] es uno de los debuts más emocionantes en la historia de la música pop». Para The Quietus, Matthew Lindsay lo llamó «un gran disco pop; una banda sonora para tiempos complicados».
Para Gabriel Orqueda, de la revista argentina Silencio, «este debut es algo rudimentario y de los más electrónicos de Madonna. [...] Canta en sus más nasales agudos todo el disco, y compensa con personalidad, creatividad y beboteo lo que no tiene de técnica». El autor italiano Francesco Falconi comentó que «[Madonna] no es nada refinado y complejo como los trabajos sucesivos de su creadora, pero está en perfecta sintonía con la época en la que fue realizado». Sergio Ariza Lázaro, del diario digital Diario Crítico, citó a «Holiday» como el mejor tema del álbum y escribió: «Para su debut, sus influencias mezclan la nueva ola de grupos como Soft Cell con la música disco, todo bañado por una sensibilidad pop magistral y unos estribillos luminosos. Eso sí, la producción de Reggie Lucas ha quedado totalmente caduca». Joseph Earp, del portal australiano Junkee, lo llamó «irregular, pero en un modo emocionante, no decepcionante». En una reseña menos positiva, Néstor Villamor del diario digital español The Objective opinó que si bien incluía «algunas de las canciones más definitorias de la artista y de la propia década de los ochenta», no era un álbum «brillante» ni «pronosticaba una carrera legendaria». Por último, la revista inglesa Gay Times sostuvo que «carece de la innovación y dirección de sus trabajos posteriores».

### Comercial

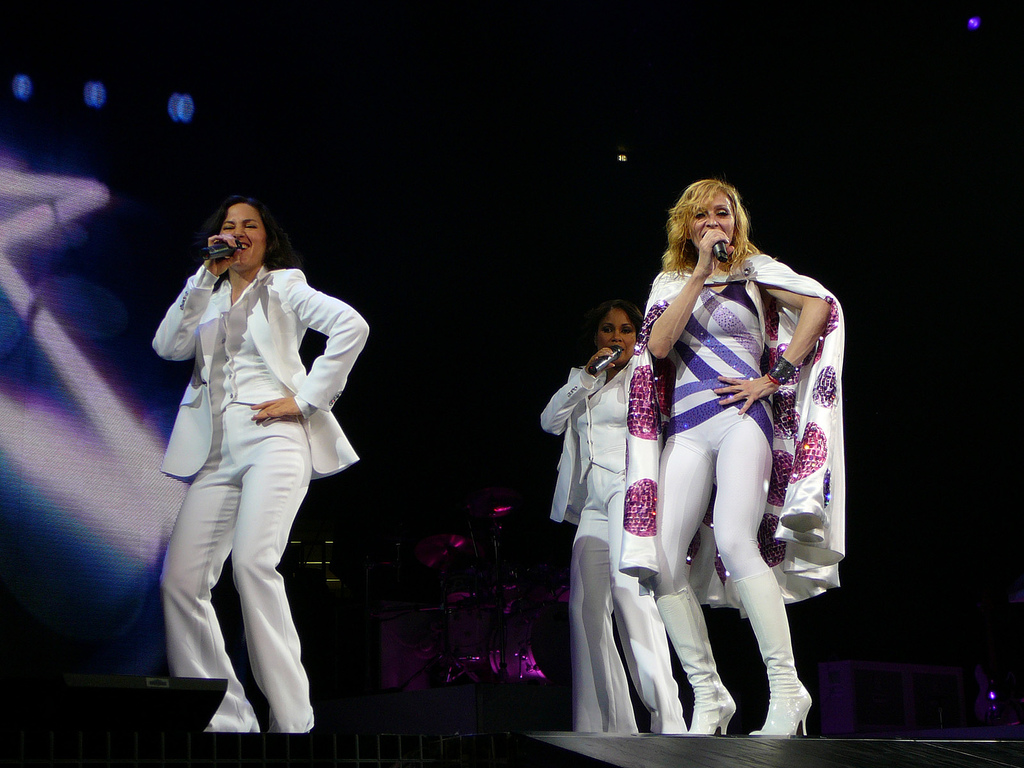
Madonna interpretando el cuarto sencillo del álbum, «Lucky Star», durante la gira Confessions Tour de 2006. Fue su primer sencillo en llegar a las cinco primeras posiciones en la lista estadounidense Billboard Hot 100

En Estados Unidos, el álbum ingresó en el puesto 190 de la lista Billboard 200 el 3 de septiembre de 1983. Con el paso de las semanas fue subiendo de lugar en la lista, hasta alcanzar el octavo sitio el 20 de octubre de 1984, más de un año después de su difusión inicial. También ocupó el número 20 en Top R&B/Hip-Hop Albums. En su primer año, se vendieron 2,8 millones de copias tan solo en EE. UU. En la lista anual de 1984 de Billboard 200 se ubicó en el número 17 y en el 25 en la de 1985, año en que Madonna se convirtió en la artista con mayores ventas en el país. Diecisiete años después de su lanzamiento, la Recording Industry Association of America (RIAA) lo certificó con cinco discos de platino, por superar la cifra de cinco millones de copias vendidas en territorio estadounidense. Una vez que se estableció el sistema informativo Nielsen SoundScan en 1991, se contabilizaron 450 000 copias adicionales. En Canadá, el disco debutó el 10 de marzo de 1984 en el puesto 87 de la lista oficial RPM y, después de seis semanas, alcanzó el número 57. El álbum no volvió a entrar al ranking sino hasta el 4 de agosto de ese mismo año, en el lugar 95. Veintinueve ediciones después, llegó a su posición más alta en el 16 y estuvo presente un total de 47 semanas en la lista. A finales de ese año, Madonna fue el quincuagésimo álbum más exitoso en el país.
También obtuvo buenos resultados comerciales en Australia y Nueva Zelanda; en el primero, llegó a la décima posición de la lista elaborada por Kent Music Report y recibió tres discos de platino por parte de la Australian Recording Industry Association (ARIA). Mientras tanto, en el segundo país, ingresó el 4 de marzo de 1984 en la posición 49 y llegó al 40 el 8 de abril. Más de un año después, el disco volvió a figurar en la lista el 7 de julio de 1985, en el puesto 37, y luego de catorce días ocupó su posición más alta, en la sexta. Estuvo un total de 23 semanas y la Recording Industry Association of New Zealand (RIANZ) le otorgó un disco de platino. Por otra parte, en Japón alcanzó el vigésimo lugar del conteo oficial de Oricon y fue certificado con un disco de platino en Hong Kong, por la Federación Internacional de la Industria Fonográfica (IFPI).
En los países europeos, el rendimiento comercial de Madonna fue más moderado. En el Reino Unido, entró a la lista oficial el 11 de noviembre de 1984, en el puesto número 85; tras ocho ediciones, llegó al 37 el 21 de abril. Tras el relanzamiento del álbum, titulado Madonna: The First Album y comercializado en julio de 1985, el álbum regresó a la lista en el número 91 el trece de ese mes y llegó a su máxima posición en el seis, cinco semanas después. En total, estuvo 125 semanas en el ranking. El 18 de diciembre de 1985, la Industria Fonográfica Británica (BPI, por sus siglas en inglés) le otorgó un disco de platino por la venta de 300 000 copias. En España, pese a no haber alcanzado posición alguna, obtuvo un disco de oro por los Productores de Música de España (PROMUSICAE) gracias a la comercialización de 50 000 álbumes en dicho país. En los demás países europeos, Madonna ocupó los treinta primeros puestos en Alemania, Austria, Francia —donde obtuvo un disco de platino por la Syndicat National de l'Édition Phonographique (SNEP)— y los Países Bajos. Finalmente, llegó al lugar 43 en Suecia. En total, vendió más de 10 millones de copias en el mundo.

## Promoción

### Presentaciones y gira

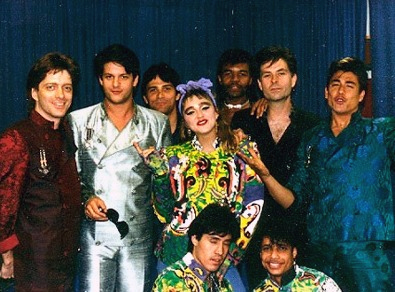
Madonna y su banda en 1985, durante la realización de la gira The Virgin Tour

Madonna realizó una serie de conciertos entre 1983 y 1984 para promocionar el álbum en distintos clubes y discotecas de Nueva York y Londres, tales como Danceteria y Camden Palace. Apareció también en algunos programas de televisión como American Bandstand y Top of the Pops. En su visita al set del primero, interpretó «Holiday»; en su entrevista con el animador Dick Clark, le comentó que su intención era «dominar el mundo». Más adelante, esta declaración sería descrita por John Mitchell, de la cadena MTV, como «una de las más legendarias» de la artista. Un año después, interpretó los sencillos del disco en The Virgin Tour, gira en la que visitó únicamente Estados Unidos y la ciudad de Toronto, en Canadá. El tour obtuvo opiniones variadas por parte de la prensa, pero fue un éxito comercial: las entradas se agotaron tan pronto como se anunciaron las fechas. La tienda departamental de Nueva York Macy's se llenó de seguidores que compraron la mercancía oficial de la gira, la cual incluía los pendientes de crucifijo y los guantes de encaje sin dedos, y que posteriormente se popularizaría entre los jóvenes que la veían como un ícono a seguir. Se reportó que la gira había recaudado más de 5 millones USD, aunque Billboard contabilizó un total de 3,3 millones USD. Para el lanzamiento del VHS Madonna Live: The Virgin Tour, se filmó el concierto de Detroit; algunos escritores opinaron que «[Madonna] era una estrella de pop de buena fe en el proceso de convertirse en un ícono cultural». Asimismo, Shari Benstock y Suzanne Ferriss, en su libro On fashion, afirmaron que la gira «posicionó a Madonna como la figura más ardiente de la música pop». En una entrevista de 2009 concedida a la revista Rolling Stone, la cantante comentó:

Toda esa gira fue una locura, porque pasé de cantar en locales pequeños como CBGB y el Mudd Club a presentarme en estadios deportivos. Actué en un pequeño teatro en Seattle y las chicas usaban faldas colegiales, las medias por debajo de sus rodillas, guantes de encaje, rosarios, moños en el pelo y grandes pendientes. Y yo pensaba: «¡Esto es una locura!». Después de Seattle, todos los espectáculos fueron trasladados a estadios.

### Compilación de vídeos
Para promover el álbum y sus sencillos, la discográfica Sire, en asociación con Warner Music Video, publicó una compilación de vídeos musicales titulada Madonna, la cual también sirvió de promoción para su siguiente álbum, Like a Virgin. Fue el primero de la cantante y ganó el premio al videocasete más vendido como vídeo musical por parte de la Music Business Association. También encabezó la lista de Billboard de videocasetes musicales durante el período del 13 de abril al 9 de noviembre de 1985. Jim MacCullaugh, editor de dicha publicación, atribuyó las ventas del vídeo al éxito de Like a Virgin y a la gira The Virgin Tour. Para fin de año, la compilación alcanzó el máximo puesto en las listas, por lo que Madonna se convirtió en la artista más exitosa de esa época. El material, promocionado por Warner Music Video como «una visión de Madonna», contenía los videoclips de los sencillos «Burning Up», «Borderline», el recién estrenado «Like a Virgin» y una remezcla extendida de «Lucky Star». En este último, cuando Madonna canta Oh yeah, el eco se escucha tres veces mientras que en «Like a Virgin» se omite la escena en donde el león mueve la lengua al ritmo de la canción. Estos vídeos se volvieron a publicar como parte del recopilatorio de 1990 The Immaculate Collection. Se promocionó en una fiesta el 9 de febrero de 1985 en el club Cabaret Metro en la ciudad de Chicago. Apodada The Virgin Party, el evento atrajo alrededor de 1200 personas y se promocionaron los LP, casetes y CD de la artista. Se alentó a los asistentes a vestir de blanco y, por una cuota de cinco USD, podían ver el VHS de la compilación y el videoclip de su siguiente sencillo, «Material Girl». El evento se organizó para promover los vídeos musicales.

### Sencillos

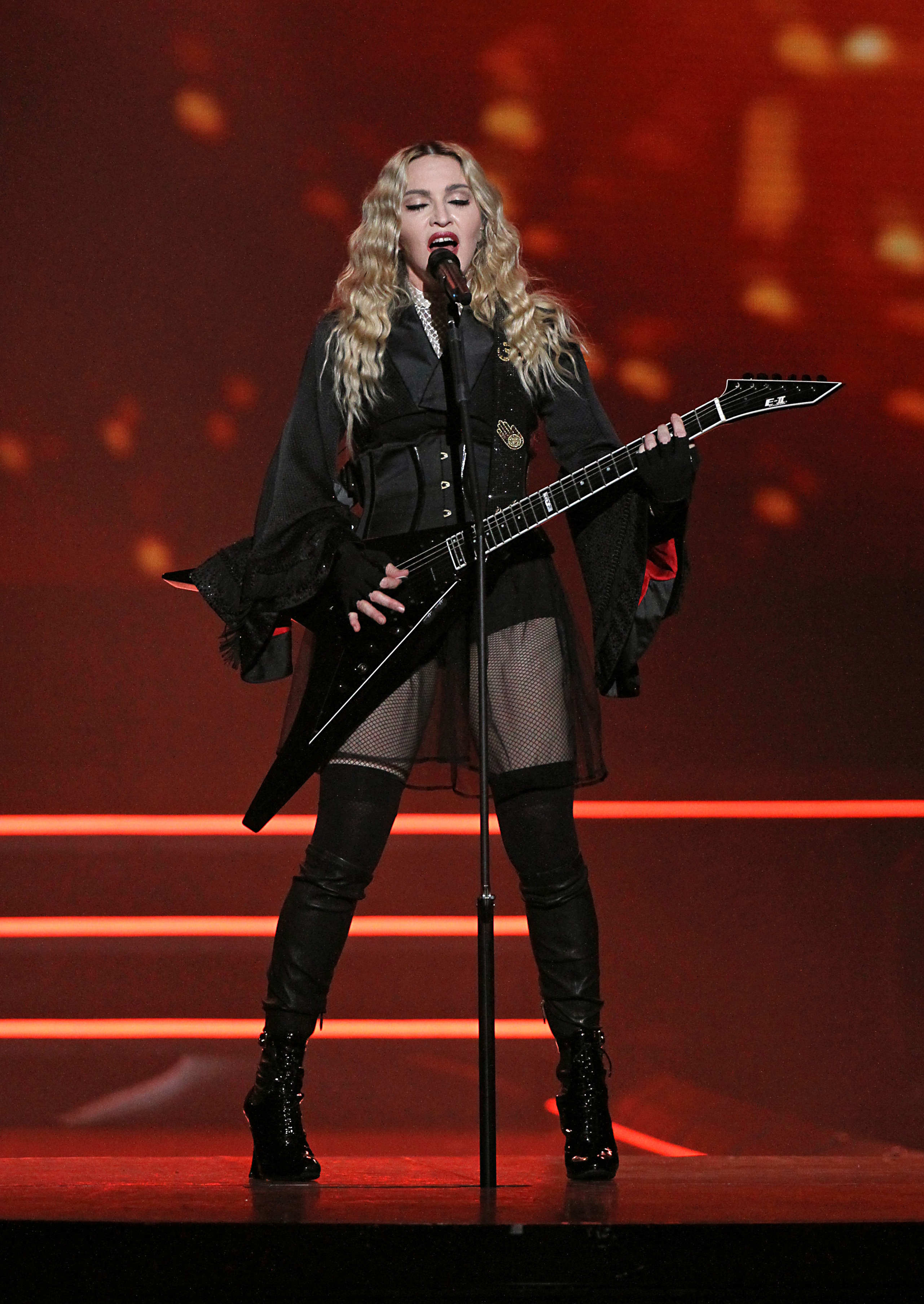
Madonna interpretando «Burning Up», segundo sencillo del álbum, en el Rebel Heart Tour de 2015-2016

Se publicaron cinco sencillos del álbum. El primero, «Everybody», se editó el 6 de octubre de 1982, fecha en la que todavía no se grababa por completo el disco. La inclusión de ritmos R&B en la canción hizo que algunos pensaran que Madonna era una cantante de raza negra, una concepción facilitada por el hecho de que la portada del sencillo no contenía una fotografía de la intérprete. Con tal de evitar confusiones entre sus seguidores, la cantante convenció a los ejecutivos de Sire para que produjesen un vídeo con el fin de mostrar claramente su apariencia física. El resultado fue uno de bajo presupuesto dirigido por Ed Steinberg, donde aparecen Madonna y otras personas cantando y bailando la canción en una discoteca. Ayudó a promocionar la canción al mismo tiempo que impulsó la popularidad de Madonna. A pesar de ello, no recibió ningún reconocimiento ni tampoco ingresó en la lista oficial Billboard Hot 100. No obstante, Fernando Chaves Espinach, del periódico costarricense La Nación, reconoció que la buena recepción comercial del tema anunciaba la seguidilla de éxitos que entronizarían a Madonna como «la reina [de la música] de los años 1980».
«Burning Up» fue el segundo sencillo y se publicó el 9 de marzo de 1983; en algunos países, se distribuyó como un sencillo doble junto con «Physical Attraction». Obtuvo críticas variadas; si bien algunos percibieron que contaba con una composición más oscura que «Everybody», elogiaron su ritmo pegadizo. Tampoco fue un éxito comercial y apareció únicamente en la tercera posición de la lista Dance Club Songs y en los rankings de ventas de Australia, donde figuró entre los veinte sencillos más exitosos de junio de 1984. El videoclip mostraba a la cantante en una carretera desierta, mientras se retuerce de pasión por su amante, quien se acerca a ella por detrás en un automóvil. Finaliza con Madonna conduciendo el vehículo; según el autor Rikky Rooksby, esto da a entender que ella «siempre estuvo al mando».
El 7 de septiembre de 1983 se publicó «Holiday». Fue el primer éxito comercial de la cantante y entró en los primeros veinte sitios de la lista Hot 100 de Billboard, al igual que en varias otras de muchos países europeos. En el Reino Unido se publicó en tres ocasiones: en enero de 1984, donde llegó al sexto lugar, en agosto de 1985, en el que figuró en el segundo puesto —solo detrás del otro sencillo de Madonna, «Into the Groove»—, y en 1991, donde alcanzó el quinto puesto en la lista del país.
Originalmente lanzado en el Reino Unido el 8 de septiembre de 1983, «Lucky Star» se publicó como el cuarto sencillo oficial del álbum. Varios críticos elogiaron la canción y la calificaron como la introducción al género «dance optimista». Se convirtió en el primer tema de Madonna en alcanzar los cinco primeros puestos del Hot 100, así como el inaugural de una serie consecutiva de dieciséis canciones suyas en figurar en el top cinco de la misma lista. Anteriormente había llegado al número uno en las listas dance de Billboard, cuando ingresó junto con «Holiday», lanzado anteriormente. El vídeo muestra a Madonna bailando frente a un fondo blanco, acompañada de sus bailarines. Tras su estreno, el estilo y forma de vestir de la cantante se convirtieron en una moda entre los jóvenes; varios académicos señalaron que la cantante se retrató como narcisista y un personaje ambiguo.
El último sencillo, «Borderline», se publicó el 15 de febrero de 1984. En EE. UU. se lanzó antes que «Lucky Star» y se convirtió en el primer tema de la cantante en llegar al top diez del Hot 100. Internacionalmente, ocupó las veinte primeras posiciones de varios países europeos y encabezó la lista oficial de Irlanda. La crítica le dio opiniones muy positivas y la catalogaron como la interpretación más compleja armónicamente del disco. En su videoclip, aparece con un hombre latino que actúa como su novio. Finalmente es cautivada por otro hombre, un fotógrafo británico, quien le pide posar para él. Sin embargo, después de posar para el fotógrafo, ella vuelve con su novio. Este contenido generó interés entre académicos que resaltaron el uso simbólico del poder descrito por el videoclip.

## Legado
Tras su publicación, Madonna obtuvo en su mayoría reseñas favorables. La crítica coincidió en la «revolución» que supuso el álbum para la música disco, que en opinión de Brian Niemietz del New York Post resultó comparable con la invención de la música góspel y el rock and roll por Elvis Presley. A principios de los años 1980, este género musical era considerado como un anatema del pop y «las canciones con ritmos elegantes de última tecnología» de Madonna cambiaron la perspectiva propiciando la popularización de la música disco. El escritor Santiago Fouz-Hernández notó que los ritmos pegadizos y los arreglos bien definidos de las canciones, así como el estilo vocal de Madonna, contribuyeron al éxito del álbum, del cual resaltó los temas «Lucky Star» y «Borderline» por su tono optimista, que en su opinión resulta atractivo especialmente a los afines a la ideología LGBT. La estación de radio colombiana La FM elogió estos últimos dos sencillos además de «Holiday», y consideró que eran los responsables de que él álbum hubiese «entrado en el gusto del público». Un reportero de Radio Programas del Perú comentó que estos temas marcaron el comienzo de una serie de éxitos que habrían de influir en el estilo musical adoptado posteriormente por otros artistas. Sin embargo, al principio varios menospreciaron el impacto y alcance tanto del disco como de su intérprete en la industria musical. De acuerdo con John Skow de la revista Time, hubo quienes calificaron su voz como la «Minnie Mouse que inspiró helio».
Algunos otros destacaron la relevancia de los videoclips usados por Madonna para promover el álbum, al considerar que actuaron como una plataforma a través de la cual la cantante consolidó su imagen y le otorgó a la mujer un papel preponderante en la industria, siendo un modelo a seguir por otras intérpretes como Janet Jackson y Debbie Gibson, de acuerdo con la publicación Rolling Stone. Leo Tassoni señaló que los vídeos ofrecieron un nuevo concepto de sexualidad femenina que impresionó a los jóvenes de esa época, ya que constituía la «personificación de los sueños de los chicos» y un «modelo de mujer contemporáneo para las chicas liberadas», roles que en su opinión habrían de adquirir una notable importancia con el paso del tiempo. Para la escritora Carol Clerk, los videoclips de «Burning Up», «Lucky Star» y «Borderline» hicieron ver a Madonna como una «mujer inteligente, astuta y divertida». Mark Lore sostuvo que «[Madonna] tenía una confianza y una sexualidad que no se habían visto desde Donna Summer. Era justo lo que la música pop necesitaba». Según el académico Douglas Kellner, de acuerdo con su tratamiento sobre el tema en su libro Media Culture: Cultural Studies, Identity, and Politics Between the Modern and the Postmodern, los videoclips de Madonna acabaron siendo cruciales para que la cantante quedara establecida como una «estrella de la música».
| Madonna definió el camino por el que, durante cerca de dos décadas, cabalgó el dance y la electrónica más desenfrenada. —Juan Puchades, de Efe Eme. |

Desde su estreno, la prensa ha coincidido en que este álbum marcó un hito, no solo en la música disco, sino también en el éxito de la trayectoria musical de Madonna, tanto por su sonido como por la imagen que proyectó en los videoclips. En opinión de Kyle Anderson, de Entertainment Weekly, «la voz de Madonna, y obviamente su apariencia, serían imitados por los próximos años; sin embargo Madonna quedaría como algo mucho más importante: la llegada de la diva del pop y su definición como una fuerza que antepuso la personalidad sobre todo lo demás». En conmemoración por los 35 años de su publicación, Adolfo López, del diario mexicano El Sol de México, reconoció que los tonos dance con elementos de música disco «formaron las primeras bases del pop de los años ochenta», y agregó que «sigue teniendo una vigencia importante [...] para todos aquellos que busquen entender cómo un disco encabezado por una voz femenina vino a revolucionar la industria de la música pop y a marcar tendencia en, por lo menos, las próximas dos décadas». Ricardo Marin de Ibero 90.9 expresó que había pocos «clásicos tan desafiantes» como este disco, y afirmó que «marcó el inicio de una diva, de aquella que se convertiría en el magnate musical femenino más grande de todos los tiempos». La revista Vice declaró que con este álbum Madonna «proveyó a la escena dance de Nueva York la tan necesitada limpieza a la época post-disco y puso los cimientos para el futuro del pop dance».

## Lista de canciones
| Madonna |                       |                            |                                         |          |  |
| N.º     | Título                | Escritor(es)               | Productor(es)                           | Duración |  |
| 1.      | «Lucky Star»          | Madonna                    | Reggie Lucas John «Jellybean» Benitez * | 5:37     |  |
| 2.      | «Borderline»          | Lucas                      | Lucas                                   | 5:18     |  |
| 3.      | «Burning Up»          | Madonna                    | Lucas Benitez*                          | 3:45     |  |
| 4.      | «I Know It»           | Madonna                    | Lucas                                   | 3:47     |  |
| 5.      | «Holiday»             | Curtis Hudson Lisa Stevens | Benitez                                 | 6:08     |  |
| 6.      | «Think of Me»         | Madonna                    | Lucas                                   | 4:54     |  |
| 7.      | «Physical Attraction» | Lucas                      | Lucas Benitez*                          | 6:39     |  |
| 8.      | «Everybody»           | Madonna                    | Mark Kamins                             | 4:57     |  |

| Pistas adicionales de la versión remasterizada (2001) |                               |              |                |          |  |
| N.º                                                   | Título                        | Escritor(es) | Productor(es)  | Duración |  |
| 9.                                                    | «Burning Up» (versión de 12") | Madonna      | Lucas Benitez* | 5:59     |  |
| 10.                                                   | «Lucky Star» («New» Mix)      | Madonna      | Lucas Benitez* | 7:15     |  |

Notas
- «Burning Up» (versión del álbum alternativa) – 4:48, fue usada para la edición en vinilo de Madonna: The First Album, publicado en Europa en 1985. La misma versión se utilizó para el lado B del sencillo «Angel» en los mismos países.[150][151]
- «Everybody» tiene una duración de 4:57 en el álbum original editado en 1983; la versión remasterizada publicada en 2001 incluye una duración de 6:02, que es la versión original de 12".
- (*) significa remezclador de la canción.

### Formatos
| Año  | Formato                                              | Descripción |
| ---- | ---------------------------------------------------- | --- |
| 1983 | Vinilo                                               | Incluye las 8 canciones del álbum y la versión de 4:57 de «Everybody». |
| 1983 | Casete                                               | Incluye las 8 canciones del álbum y la versión de 4:57 de «Everybody». |
| 1983 | CD                                                   | Incluye las 8 canciones del álbum y la versión de 4:57 de «Everybody». |
| 1983 | CD Longbox                                           | Incluye las 8 canciones del álbum y la versión de 4:57 de «Everybody». |
| 1985 | Vinilo                                               | Relanzamiento en Europa con nueva portada y renombrado como Madonna: The First Album. Este formato incluye las mismas canciones del original pero contiene la versión alternativa de «Burning Up», con cuatro minutos y 48 segundos. También publicada una edición limitada con un póster desplegable de la tipografía de la portada. |
| 1985 | Disco ilustrado en vinilo – Madonna: The First Album | Incluye las mismas canciones del álbum original. |
| 1985 | Casete – Madonna: The First Album                    | Incluye las mismas canciones del álbum original. |
| 1985 | CD – Madonna: The First Album                        | Incluye las mismas canciones del álbum original. |
| 2001 | CD                                                   | Edición de 10 canciones remasterizadas que incluye todas las pistas del álbum original, editado en 1983, y dos remezclas adicionales de «Burning Up» y «Lucky Star». La compañía Warner Bros. publicó esta versión en 2001 y contiene también una versión más extensa de «Everybody», de 6:02. Este formato sustituyó el relanzamiento de 1985 en los países europeos y revirtió el álbum a su portada y título original en esos territorios. |
| 2005 | Descarga digital                                     | Contiene las mismas pistas de la versión remasterizada de 2001, excepto por «Holiday», que posee una duración de 3:51. |
| 2012 | Vinilo                                               | Relanzamiento del álbum únicamente en Europa con las 8 canciones originales; incluye la versión de 4:57 de «Everybody». Este formato fue puesto a la venta el 26 de marzo de 2012 por la compañía discográfica Warner Bros y Rhino Entertainment. |

## Posicionamiento en listas
| País (Lista 1983-86)                    | Mejor posición |
| --------------------------------------- | -------------- |
| Alemania (Offizielle Top 100)           | 28             |
| Australia (Kent Music Report)           | 10             |
| Austria (Ö3 Austria)                    | 15             |
| Canadá (RPM 100 Albums)                 | 16             |
| Estados Unidos (Billboard 200)          | 8              |
| Estados Unidos (Top R&B/Hip-Hop Albums) | 20             |
| Francia (SNEP)                          | 8              |
| Japón (Oricon)                          | 20             |
| Nueva Zelanda (RMNZ)                    | 6              |
| Países Bajos (MegaCharts)               | 7              |
| Reino Unido (UK Albums Chart)           | 6              |
| Sudáfrica (RiSA)                        | 65             |
| Suecia (Sverigetopplistan)              | 43             |

| País (Lista 2018)                        | Mejor posición |
| ---------------------------------------- | -------------- |
| Estados Unidos (Dance/Electronic Albums) | 12             |
| Grecia (IFPI Grecia)                     | 29             |
| Hungría (Mahasz)                         | 18             |
| Italia (FIMI)                            | 50             |
| Reino Unido (UK Albums Chart)            | 28             |

| País (Lista 1984)                       | Posición |
| --------------------------------------- | -------- |
| Canadá (RPM 100 Albums)                 | 50       |
| Estados Unidos (Billboard 200)          | 17       |
| Estados Unidos (Top R&B/Hip-Hop Albums) | 15       |
| País (Lista 1985)                       | Posición |
| Estados Unidos (Billboard 200)          | 25       |
| Nueva Zelanda (RMNZ)                    | 28       |
| Países Bajos (MegaCharts)               | 95       |
| País (Lista 1986)                       | Posición |
| Países Bajos (MegaCharts)               | 12       |

## Certificaciones
| País (organismo certificador) | Certificaciones |
| ----------------------------- | --------------- |
| Alemania (BVMI)               | Oro             |
| Australia (ARIA)              | 3× Platino      |
| España (PROMUSICAE)           | Oro             |
| Estados Unidos (RIAA)         | 5× Platino      |
| Francia (SNEP)                | Platino         |
| Hong Kong (IFPI — Hong Kong)  | Platino         |
| Nueva Zelanda (RIANZ)         | Platino         |
| Países Bajos (NVPI)           | Platino         |
| Reino Unido (BPI)             | Platino         |
| Sudáfrica (RiSA)              | Oro             |

## Créditos y personal
- Grabación: Sigma Sound Studios, Nueva York, Nueva York, Estados Unidos.
- Masterización: Sterling Sound, Nueva York, Estados Unidos.

Instrumentación
- Madonna: artista principal, voz, coros, cencerro
- Tina B.: coros
- Christine Faith: coros
- Dean Gant: sintetizador, piano, piano eléctrico
- Gwen Guthrie: coros
- Curtis Hudson: guitarra
- Raymond Hudson: bajo
- Anthony Jackson: bajo eléctrico
- Bashiri Johnson: percusión
- Reggie Lucas: guitarra
- Bob Malach: saxofón tenor
- Paul Pesco: guitarra
- Ira Siegel: guitarra
- Ed Walsh: sintetizador
- Brenda White: coros
- Norma Jean Wright: coros
- Fred Zarr: sintetizador, piano, batería, piano eléctrico, piano Rhodes, sintetizador modular Moog, bajo Moog

Composición y producción
- Reggie Lucas: composición, producción, programación
- Mark Kamins: producción
- John «Jellybean» Benitez: producción, mezcla, remezclas
- Madonna: composición
- Curtis Hudson: composición, arreglo
- Lisa Stevens: composición
- Jim Dougherty: ingeniería de sonido
- Butch Jones: ingeniería de sonido
- Bob Blank: ingeniería de sonido
- Michael Hutchinson: ingeniería de mezcla
- Jay Mark: mezcla, ingeniería de mezcla, remezclas
- Ted Jenson: masterización
- Leslie Ming: programación
- Fred Zarr: arreglo

Diseño
- Carin Goldberg: dirección artística
- Gary Heery: fotografía
- George Holy: fotografía (Madonna: The First Album)

Compañías discográficas
- Sire Records: compañía discográfica, propietario de derechos de autor de los Estados Unidos (1983, 1985)
- Warner Bros. Records: distribución y mercadotecnia (todos los lanzamientos), compañía discográfica, propiedad de derechos de autor de los Estados Unidos (2001)
- Warner Music Group International: distribución internacional, propietario de derechos de autor internacional (todos los lanzamientos)

Fuentes: Allmusic, Discogs y notas del álbum.